# Кульжинський Сергій Климентійович
Кульжи́нський  Сергій Климентійович (20 лютого (4 березня) 1867, Курськ, Курська губернія, Російська імперія — 20 квітня 1943, Лубни Полтавська область, УРСР) – етнограф, археолог, колекціонер. Кандидат фізико-математичних наук. Член Російського географічного товариства (від 1893). Один із відомих дослідників, що збагачували колекції Лубенського музею К. М. Скаржинської. Засновник вивчення писанкарства.

## Життєпис
У 1885—1887 роках навчався у Київському Імператорському університеті Святого Володимира, потому — у Харківському Імператорському університеті, фізико-математичне відділення якого закінчив 1889 року.
Працював наставником-учителем у родині Скаржинських у їх маєтку на хуторі Круглики поблизу Лубен. Був вченим секретарем Лубенського музею К. М. Скаржинської (1890–1905).
Досліджував поховальні пам’ятки скіфської доби, проводив археологічні розкопки в селі Хитці Лубенського повіту Полтавської губернії (1896), збирав колекції церковних старожитностей та писанки України, Білорусі та Росії. Підготував і видав взірцеву музейну наукову працю з історії писанкарства.
Вивчав природу Лубенщини, дослідив комах Посулля.

## Його праці
- Программа для собирания народных писанок. – Киев: Изд. Луб. муз. Е. Н. Скаржинской, 1895. – 7 с.;
- Лубенский музей Е. Н. Скаржинской. Описание коллекции народных писанок: Вып. первый. – С альбомом из 33 хромолитографированных и 12 черновых таблиц. – М.: Тип. Скоропечати А. А. Левенсона, 1899. – 176 с., 45 табл., 2219 рис.